# 田阪一郎
田阪 一郎（たさか いちろう、1929年（昭和4年 - ）は、日本の反射望遠鏡の反射鏡製作者。

## 人物
和歌山県新宮市出身。家業はみかん農家。
日本を代表するアマチュア火星観測者であるとともに、日本を代表する反射鏡製作者であり、これまで研磨した反射鏡は約350枚あり、国内外の天文台や天文アマチュアの望遠鏡に使用されている。
自作の口径73cmカセグレン式反射望遠鏡を有しており、昭和58年より自身が営む民宿「アストロハウスタサカ」の望遠鏡として、天体観測のため訪れた宿泊客や、高校の天文クラブ、地元の天文同好会などに広く公開していた。
これらの功績が認められ、平成10年8月に小惑星(6873) Tasakaは田阪の名前にちなんで命名されたほか、平成10年度和歌山県名匠に表彰された。